# On My Way
On My Way ist ein Lied der US-amerikanischen Schauspielerin und Sängerin Lea Michele aus ihrem Debütalbum Louder. Es wurde am 4. Mai 2014 als zweite Single aus Louder auf iTunes veröffentlicht. Das Lied wurde von Alexandra Tamposi und Fernando Garibay in Zusammenarbeit mit den Musikproduzenten Marcus Lomax, Jordanien Johnson, Stefan Johnson und Clarence Kaffee Jr. geschrieben.

## Hintergrund
Am 21. März gab Michele via Twitter bekannt, dass On My Way als zweite Single des Albums ausgewählt wurde. Noch am selben Tag folgte ein Auftritt und ein Interview in The Ellen DeGeneres Show.
Es geht in dem Lied um den innerlichen Zwist zwischen Kopf und Herz, wenn es darum geht, sich auf eine Person einzulassen, die offensichtlich nichts Gutes bringen wird:

“When my head tells me „no“, my heart tells me „go“, so I'm hitting in the road 'cause I, I know my heart's too drunk to drive, But I'm on my way to you”

## Musikvideo
Das Musikvideo wurde am 19. April 2014 an mehreren Standorten in Kalifornien gedreht, unter anderem auch in einem Motel. Tags zuvor gab Michele ihren Fans via Twitter Hinweise über den Inhalt des Videos. Im Vorfeld der Veröffentlichung postete sie dazu verschiedene Vorschau-Clips auf ihrem YouTube-Kanal. Das Video wurde am 19. Mai 2014 nach einem Interview bei Good Morning America auf Vevo und YouTube veröffentlicht.